# 마틴 보조발트

마틴 보조발트(Martin Bojowald, 1973년 2월 18일 독일 율리히 출생)는 독일 물리학자로 현재 펜실베니아 주립대학 물리학과에서 일하고 있으며, 그곳에서 그는 '중력 및 우주 연구소'(Institute for Gravitation and Cosmos)의 회원이다. 펜실베니아 주립대학교에 합류하기 전에 그는 독일 포츠담에 있는 막스 플랑크 중력물리학 연구소에서 몇 년을 보냈다. 그는 루프 양자 중력 및 물리적 우주론에 대해 연구하고 있으며 루프 양자 우주론의 하위 분야를 확립한 것으로 알려져 있다.

## 직위
- 현재: 펜실베니아 주립대학교, 중력 및 우주 연구소, 물리학과 조교수[4]
- 2006년 1월 - 2009년 6월: 펜실베니아 주립 대학교, 중력 및 우주 연구소, 물리학과 조교수
- 2003년 9월 - 2005년 12월: 알베르트 아인슈타인 연구소, 주니어 스태프 과학자
- 2000년 9월 - 2003년 8월: 펜실베니아 주립 대학교, 중력 물리학 및 기하학 센터, 박사후 연구원

## 교육
- 2000년 6월: 독일 아헨 공과대학교(RWTH Aachen)에서 박사(우등), 지도교수: Prof. 한스 A. 카스트럽
- 1998년 7월 - 2000년 8월: DFG 대학원생 "고에너지에서 강력하고 전기약한 상호작용"
- 1998년 6월: 아헨 공과대학교 디플로마(우등), 지도교수: Prof. 한스 A. 카스트럽 박사
- 1995년 4월 - 1998년 6월: 독일 메리트 재단 펠로우
- 1993년 10월 - 2000년 6월: 아헨 공과대학교

## 수상 및 표창
- 펜실베니아 주립대학교, 2011년 물리과학 분야 교수 학자 메달
- 2009년, Penn State Society of Physics Students, 우수교수 상
- NSF CAREER AWARD 2008: "우주론의 효과적인 설명"
- 2007년, 일반 상대성 이론과 중력에 관한 국제 학회, Xanthopoulos Prize
- 2005년 1월 네이쳐 표지 초상화로 선정
- 2003년, 중력 연구재단 논문 공모전, 최우수상

## 같이 보기
- 루프 양자 중력 연구원 목록
- 빅 바운스
- 압하이 아쉬테카르